# Веризов, Михаил Исаакович
Михаил Исаакович Веризов (Шихман) (1893—1972) — советский театральный режиссёр, заслуженный деятель искусств РСФСР.

## Биография
1920 год — окончил Тифлисскую консерваторию.
Работал в Ставропольском государственном театре оперетты, художественный руководитель и режиссёр Хабаровского театра музыкальной комедии, также в театре Омске и других городах.
В 1947 году Хабаровский краевой театр музыкальной комедии ходатайствовал о присвоении М. И. Веризову звания заслуженного деятеля искусств и о выдвижении на соискание государственной премии за постановку спектакля «Голубой гусар»

### Звания, награды, дипломы
- 1953 год — Заслуженный деятель искусств РСФСР.[4]
- 1967 год — диплом первой степени, присужденный М. И. Веризову на Всероссийском смотре спектаклей в ознаменование 50-летия Великой Октябрьской революции, за спектакль «Огоньки»[5]

### Некоторые из поставленных спектаклей
- Спектакли «Зелёный остров», «Фиалка Монмартра», «Живая модель», «Закон сердца», «Мирандолина», были поставленны в Московском областном театре Камерной оперетты.[6][7]
- Спектакли «Елена Прекрасная», «Холопка», «Моряки», были поставленны в театре Музкомедии ГОМЭЦ.[8]